# Katerina Maleeva
Ne pas confondre avec Magdalena Maleeva et Manuela Maleeva, ses sœurs également joueuses de tennis.
Katerina Maleeva (née le 7 mai 1969 à Sofia) est une joueuse de tennis bulgare, professionnelle de 1984 à 1997.

## Carrière tennistique
Née à Sofia, Katerina Maleeva est la deuxième fille d'une famille dont les ancêtres maternels (d'éminents Arméniens) se sont réfugiés en Bulgarie à la suite des massacres hamidiens de 1894-1896 dans l'Empire ottoman. Sa mère, Yulia Berberian, excellente joueuse de tennis dans les années 1960, décide au milieu des années 1970 de devenir entraîneur et prend successivement en charge ses trois filles, Manuela, Katerina et Magdalena : elle les conduira toutes au sommet de l'élite internationale.
Au cours de sa carrière, Katerina Maleeva a remporté quelque treize titres sur le circuit WTA (dont onze en simple), essentiellement dans des épreuves secondaires, faisant d'elle l'une des joueuses les plus récompensées depuis le début des années 1970.
À sept reprises, elle a atteint les quarts de finale dans les tournois du Grand Chelem et battu quelques-unes des toutes meilleures de son époque, notamment Navrátilová, Sánchez, Capriati, Sabatini ou Martínez.
Régulièrement sélectionnée en Coupe de la Fédération, elle a participé avec sa sœur aînée Manuela à la qualification de l'équipe bulgare en demi-finales en 1985 et 1987.
Katerina Maleeva a réalisé sa meilleure saison en 1990, ayant été 6e mondiale en septembre et concluant la saison au 9e rang mondial.

## Palmarès

### Titres en simple dames
| No | Date       | Nom et lieu du tournoi                       | Catégorie | Dotation  | Surface         | Finaliste         | Score         |          |
| -- | ---------- | -------------------------------------------- | --------- | --------- | --------------- | ----------------- | ------------- | -------- |
| 1  | 01-04-1985 | Seabrook, Seabrook Island                    |           | 75 000 $  | Terre (ext.)    | Virginia Ruzici   | 6-3, 6-3      | Parcours |
| 2  | 04-11-1985 | Hewlett-Packard Trophy, Hilversum            |           | 75 000 $  | Moquette (int.) | Carina Karlsson   | 6-3, 6-2      | Parcours |
| 3  | 13-04-1987 | Suntory Japan Open, Tokyo                    |           | 75 000 $  | Dur (ext.)      | Barbara Gerken    | 6-2, 6-3      | Parcours |
| 4  | 05-10-1987 | Athens Trophy, Athènes                       |           | 75 000 $  | Terre (ext.)    | Julie Halard      | 6-1, 6-0      | Parcours |
| 5  | 24-10-1988 | Virginia Slims of Indianapolis, Indianapolis | Tier V    | 100 000 $ | Dur (int.)      | Zina Garrison     | 6-3, 2-6, 6-2 | Parcours |
| 6  | 24-07-1989 | Volvo Open, Båstad                           | Tier V    | 75 000 $  | Terre (ext.)    | Sabine Hack       | 6-1, 6-3      | Parcours |
| 7  | 16-10-1989 | Open de La Côte Basque, Bayonne              | Tier V    | 100 000 $ | Dur (int.)      | Conchita Martínez | 6-2, 6-2      | Parcours |
| 8  | 30-10-1989 | Virginia Slims of Indianapolis, Indianapolis | Tier V    | 100 000 $ | Dur (int.)      | Raffaella Reggi   | 6-4, 6-4      | Parcours |
| 9  | 26-03-1990 | Virginia Slims of Houston, Houston           | Tier III  | 225 000 $ | Terre (ext.)    | Arantxa Sánchez   | 6-1, 1-6, 6-4 | Parcours |
| 10 | 11-11-1991 | Jello Classic, Indianapolis                  | Tier IV   | 150 000 $ | Dur (int.)      | Audra Keller      | 7-6, 6-2      | Parcours |
| 11 | 31-10-1994 | Challenge Bell, Québec                       | Tier III  | 150 000 $ | Moquette (int.) | Brenda Schultz    | 6-3, 6-3      | Parcours |

### Finales en simple dames
| No | Date       | Nom et lieu du tournoi                    | Catégorie | Dotation  | Surface         | Vainqueure          | Score         |          |
| -- | ---------- | ----------------------------------------- | --------- | --------- | --------------- | ------------------- | ------------- | -------- |
| 1  | 22-04-1985 | Chrysler Tournament of Champions, Orlando |           | 200 000 $ | Terre (ext.)    | Martina Navrátilová | 6-1, 6-0      | Parcours |
| 2  | 29-02-1988 | US Hard Court Championships, San Antonio  | Tier IV   | 200 000 $ | Dur (ext.)      | Steffi Graf         | 6-4, 6-1      | Parcours |
| 3  | 25-07-1988 | Citizen Cup, Hambourg                     | Tier IV   | 200 000 $ | Terre (ext.)    | Steffi Graf         | 6-4, 6-2      | Parcours |
| 4  | 31-07-1989 | Vitosha New Otani, Sofia                  | Tier V    | 50 000 $  | Terre (ext.)    | Isabel Cueto        | 6-2, 7-6      | Parcours |
| 5  | 16-04-1990 | Eckerd Tennis Open, Tampa                 | Tier III  | 225 000 $ | Terre (ext.)    | Monica Seles        | 6-1, 6-0      | Parcours |
| 6  | 30-07-1990 | Canadian Open, Montréal                   | Tier I    | 500 000 $ | Dur (ext.)      | Steffi Graf         | 6-1, 6-7, 6-3 | Parcours |
| 7  | 05-08-1991 | Canadian Open, Toronto                    | Tier I    | 500 000 $ | Dur (ext.)      | Jennifer Capriati   | 6-2, 6-3      | Parcours |
| 8  | 19-08-1991 | Virginia Slims of Washington, Washington  | Tier II   | 350 000 $ | Dur (ext.)      | Arantxa Sánchez     | 6-2, 7-5      | Parcours |
| 9  | 01-11-1993 | Challenge Bell, Québec                    | Tier III  | 150 000 $ | Moquette (int.) | Nathalie Tauziat    | 6-4, 6-1      | Parcours |

### Titres en double dames
| No | Date       | Nom et lieu du tournoi      | Catégorie | Dotation  | Surface         | Partenaire      | Finalistes                      | Score         |          |
| -- | ---------- | --------------------------- | --------- | --------- | --------------- | --------------- | ------------------------------- | ------------- | -------- |
| 1  | 22-07-1985 | US Clay Courts Indianapolis |           | 200 000 $ | Terre (ext.)    | Manuela Maleeva | Penny Barg Paula Smith          | 3-6, 6-3, 6-4 | Parcours |
| 2  | 03-02-1992 | Nokia Grand Prix Essen      | Tier II   | 350 000 $ | Moquette (int.) | Barbara Rittner | Sabine Appelmans Claudia Porwik | 7-5, 6-3      | Parcours |

### Finales en double dames
| No | Date       | Nom et lieu du tournoi      | Catégorie | Dotation    | Surface         | Vainqueures                      | Partenaire       | Score         |          |
| -- | ---------- | --------------------------- | --------- | ----------- | --------------- | -------------------------------- | ---------------- | ------------- | -------- |
| 1  | 08-09-1986 | Pan Pacific Open Tokyo      |           | 250 000 $   | Moquette (int.) | Bettina Bunge Steffi Graf        | Manuela Maleeva  | 6-1, 6-7, 6-2 | Parcours |
| 2  | 14-09-1987 | Pan Pacific Open Tokyo      |           | 250 000 $   | Moquette (int.) | Anne White Robin White           | Manuela Maleeva  | 6-1, 6-2      | Parcours |
| 3  | 11-07-1988 | Belgian Open Bruxelles      | Tier V    | 75 000 $    | Terre (ext.)    | Mercedes Paz Tine Scheuer-Larsen | Raffaella Reggi  | 7-6, 6-1      | Parcours |
| 4  | 08-08-1988 | Vitosha The New Otani Sofia | Tier V    | 100 000 $   | Dur (int.)      | Conchita Martínez Barbara Paulus | Sabrina Goleš    | 1-6, 6-1, 6-4 | Parcours |
| 5  | 24-07-1989 | Volvo Open Båstad           | Tier V    | 75 000 $    | Terre (ext.)    | Mercedes Paz Tine Scheuer-Larsen | Sabrina Goleš    | 6-2, 7-5      | Parcours |
| 6  | 04-05-1992 | Peugeot Italian Open Rome   | Tier I    | 550 000 $   | Terre (ext.)    | Monica Seles Helena Suková       | Barbara Rittner  | 6-1, 6-2      | Parcours |
| 7  | 01-11-1993 | Challenge Bell Québec       | Tier III  | 150 000 $   | Moquette (int.) | Katrina Adams Manon Bollegraf    | Nathalie Tauziat | 6-4, 6-4      | Parcours |
| 8  | 29-08-1994 | US Open Flushing Meadows    | G. Chelem | 3 900 000 $ | Dur (ext.)      | Jana Novotná Arantxa Sánchez     | Robin White      | 6-3, 6-3      | Parcours |

## Parcours en Grand Chelem

### En simple dames
| Année | Open d'Australie (janvier)                             | Open d'Australie (janvier)                          | Internationaux de France | Internationaux de France | Wimbledon       | Wimbledon           | US Open         | US Open           | Open d'Australie (décembre) | Open d'Australie (décembre) |
| ----- | ------------------------------------------------------ | --------------------------------------------------- | ------------------------ | ------------------------ | --------------- | ------------------- | --------------- | ----------------- | --------------------------- | --------------------------- |
| 1985  | n/a                                                    | n/a                                                 | 3e tour (1/16)           | Claudia Kohde-Kilsch     | 1er tour (1/64) | Andrea Temesvári    | 1er tour (1/64) | Andrea Temesvári  | 3e tour (1/8)               | Manuela Maleeva             |
| 1986  | n/a                                                    | n/a                                                 | 4e tour (1/8)            | Helena Suková            | 3e tour (1/16)  | Betsy Nagelsen      | 3e tour (1/16)  | Gabriela Sabatini | n/a                         | n/a                         |
| 1987  | -                                                      | -                                                   | 4e tour (1/8)            | Chris Evert              | 1er tour (1/64) | Gigi Fernández      | 3e tour (1/16)  | Zina Garrison     | n/a                         | n/a                         |
| 1988  | -                                                      | -                                                   | 1er tour (1/64)          | Catherine Tanvier        | 4e tour (1/8)   | Pam Shriver         | 1/4 de finale   | Steffi Graf       | n/a                         | n/a                         |
| 1989  | -                                                      | -                                                   | 4e tour (1/8)            | Conchita Martínez        | -               | -                   | 2e tour (1/32)  | Rosalyn Fairbank  | n/a                         | n/a                         |
| 1990  | 1/4 de finale                                          | Helena Suková                                       | 1/4 de finale            | Jana Novotná             | 1/4 de finale   | Martina Navrátilová | 4e tour (1/8)   | Jana Novotná      | n/a                         | n/a                         |
| 1991  | 1/4 de finale                                          | M.J. Fernández                                      | 3e tour (1/16)           | Elna Reinach             | 4e tour (1/8)   | Laura Arraya        | 3e tour (1/16)  | Regina Kordová    | n/a                         | n/a                         |
| 1992  | 4e tour (1/8)                                          | Gabriela Sabatini                                   | 2e tour (1/32)           | Elena Bryukhovets        | 1/4 de finale   | Martina Navrátilová | 3e tour (1/16)  | Chanda Rubin      | n/a                         | n/a                         |
| 1993  | 4e tour (1/8)                                          | Jennifer Capriati                                   | 4e tour (1/8)            | Gabriela Sabatini        | 1er tour (1/64) | Natasha Zvereva     | 1/4 de finale   | Helena Suková     | n/a                         | n/a                         |
| 1994  | 1er tour (1/64)                                        | Chanda Rubin                                        | 2e tour (1/32)           | Marketa Kochta           | 1er tour (1/64) | Arantxa Sánchez     | 2e tour (1/32)  | Ann Grossman      | n/a                         | n/a                         |
| 1995  | 1er tour (1/64)                                        | Yone Kamio                                          | 1er tour (1/64)          | Wang Shi-Ting            | 1er tour (1/64) | Melanie Schnell     | -               | -                 | n/a                         | n/a                         |
| 1996  | Q1 \|\| style="text-align:left" \| Denisa Krajčovičová | Q2 \|\| style="text-align:left" \| Rachel McQuillan | -                        | -                        | -               | -                   | n/a             | n/a               |                             |                             |

À droite du résultat, l’ultime adversaire.

### En double dames
| Année | Open d'Australie (janvier)   | Open d'Australie (janvier) | Internationaux de France     | Internationaux de France   | Wimbledon                   | Wimbledon                  | US Open                      | US Open                    | Open d'Australie (décembre) | Open d'Australie (décembre) |
| ----- | ---------------------------- | -------------------------- | ---------------------------- | -------------------------- | --------------------------- | -------------------------- | ---------------------------- | -------------------------- | --------------------------- | --------------------------- |
| 1985  | n/a                          | n/a                        | 2e tour (1/16) M. Maleeva    | Elise Burgin A. Temesvári  | 1er tour (1/32) M. Maleeva  | Mercedes Paz G. Sabatini   | 2e tour (1/16) M. Maleeva    | C. Lindqvist J. Russell    | 2e tour (1/8) M. Maleeva    | Linda Gates A. Moulton      |
| 1986  | n/a                          | n/a                        | 1/4 de finale M. Maleeva     | Steffi Graf G. Sabatini    | 2e tour (1/16) M. Maleeva   | Bettina Bunge C. Porwik    | 1er tour (1/32) M. Maleeva   | G. Fernández Robin White   | n/a                         | n/a                         |
| 1987  | -                            | -                          | 1er tour (1/32) M. Maleeva   | Isabel Cueto A. Sánchez    | 1er tour (1/32) M. Maleeva  | Beth Herr A. Moulton       | 1er tour (1/32) M. Maleeva   | H. Mandlíková W. Turnbull  | n/a                         | n/a                         |
| 1988  | -                            | -                          | 2e tour (1/16) M. Maleeva    | Navrátilová Pam Shriver    | 3e tour (1/8) Beth Herr     | Steffi Graf G. Sabatini    | 1er tour (1/32) Mercedes Paz | C. Porwik Van Rensburg     | n/a                         | n/a                         |
| 1989  | -                            | -                          | 2e tour (1/16) M. Maleeva    | Terry Phelps R. Reggi      | -                           | -                          | 2e tour (1/16) M. Maleeva    | H. Mandlíková Navrátilová  | n/a                         | n/a                         |
| 1990  | 3e tour (1/8) Sabrina Goleš  | B. Schultz A. Temesvári    | 2e tour (1/16) M. Maleeva    | Jo-Anne Faull R. McQuillan | 1er tour (1/32) M. Maleeva  | Lise Gregory Gretchen Rush | -                            | -                          | n/a                         | n/a                         |
| 1991  | 1er tour (1/32) M. Maleeva   | S. Appelmans R. Reggi      | 1er tour (1/32) M. Maleeva   | Katrina Adams M. Bollegraf | 1er tour (1/32) M. Maleeva  | S. Rehe A. Temesvári       | 1er tour (1/32) Bryukhovets  | R. Fairbank Kohde-Kilsch   | n/a                         | n/a                         |
| 1992  | 1er tour (1/32) N. Medvedeva | Leila Meskhi Mercedes Paz  | 3e tour (1/8) B. Rittner     | Katrina Adams M. Bollegraf | 3e tour (1/8) B. Rittner    | A. Sánchez Helena Suková   | 1er tour (1/32) B. Rittner   | Bettina Fulco V. Ruano     | n/a                         | n/a                         |
| 1993  | 3e tour (1/8) N. Tauziat     | C. Martínez A. Sánchez     | 1/4 de finale N. Tauziat     | L. Neiland Jana Novotná    | 2e tour (1/16) N. Tauziat   | L. Neiland Jana Novotná    | 2e tour (1/16) N. Tauziat    | Katrina Adams M. Bollegraf | n/a                         | n/a                         |
| 1994  | 1er tour (1/32) B. Rittner   | M. Bollegraf Debbie Graham | 1er tour (1/32) M. Maleeva   | Patty Fendick M. McGrath   | 3e tour (1/8) Robin White   | Pam Shriver E. Smylie      | Finale Robin White           | Jana Novotná A. Sánchez    | n/a                         | n/a                         |
| 1995  | 1er tour (1/32) N. Medvedeva | K. Habšudová R. Zrubáková  | 1er tour (1/32) N. Medvedeva | M. Lindström M. Strandlund | 2e tour (1/16) N. Medvedeva | C. Martínez P. Tarabini    | -                            | -                          | n/a                         | n/a                         |
| 1996  | 1er tour (1/32) S. Stafford  | G. Fernández N. Zvereva    | -                            | -                          | -                           | -                          | -                            | -                          | n/a                         | n/a                         |

Sous le résultat, la partenaire ; à droite, l’ultime équipe adverse.

### En double mixte
| Année | Open d'Australie (janvier), | Open d'Australie (janvier), | Internationaux de France  | Internationaux de France  | Wimbledon                  | Wimbledon                | US Open                      | US Open                | Open d'Australie (décembre), | Open d'Australie (décembre), |
| ----- | --------------------------- | --------------------------- | ------------------------- | ------------------------- | -------------------------- | ------------------------ | ---------------------------- | ---------------------- | ---------------------------- | ---------------------------- |
| 1985  | n/a                         | n/a                         | 1/4 de finale E. Sánchez  | Paula Smith F. González   | 1er tour (1/32) E. Sánchez | B. Remilton Peter Doohan | 1er tour (1/16) Charles Buzz | W. Turnbull John Lloyd | n/a                          | n/a                          |
| 1986  | n/a                         | n/a                         | 2e tour (1/16) E. Sánchez | R. Maršíková Dacio Campos | -                          | -                        | -                            | -                      | n/a                          | n/a                          |

Sous le résultat, le partenaire ; à droite, l’ultime équipe adverse.

## Parcours aux Masters

### En simple dames
| # | Date       | Nom de l'édition                      | ($)       | Surface         | Résultat       | Ultime adversaire | Score         |          |
| - | ---------- | ------------------------------------- | --------- | --------------- | -------------- | ----------------- | ------------- | -------- |
| 1 | 16/11/1987 | Virginia Slims Championships New York | 500 000   | Moquette (int.) | 1er tour (1/8) | Pam Shriver       | 6-1, 3-6, 6-3 | Parcours |
| 2 | 14/11/1988 | Virginia Slims Championships New York | 1 000 000 | Moquette (int.) | 1er tour (1/8) | Gabriela Sabatini | 6-2, 6-1      | Parcours |
| 3 | 12/11/1990 | Virginia Slims Championships New York | 3 000 000 | Moquette (int.) | 1/4 de finale  | Steffi Graf       | 6-3, 6-0      | Parcours |
| 4 | 18/11/1991 | Virginia Slims Championships New York | 3 000 000 | Moquette (int.) | 1er tour (1/8) | Gabriela Sabatini | 6-2, 7-6      | Parcours |
| 5 | 16/11/1992 | Virginia Slims Championships New York | 3 000 000 | Moquette (int.) | 1er tour (1/8) | Conchita Martínez | 6-4, 6-3      | Parcours |

### En double dames
| # | Date       | Nom de l'édition                      | ($)     | Surface         | Résultat      | Partenaire      | Ultimes adversaires             | Score    |          |
| - | ---------- | ------------------------------------- | ------- | --------------- | ------------- | --------------- | ------------------------------- | -------- | -------- |
| 1 | 17/03/1986 | Virginia Slims Championships New York | 500 000 | Moquette (int.) | 1/4 de finale | Manuela Maleeva | Martina Navrátilová Pam Shriver | 6-1, 6-0 | Parcours |
| 2 | 17/11/1986 | Virginia Slims Championships New York | 500 000 | Moquette (int.) | 1/4 de finale | Manuela Maleeva | Martina Navrátilová Pam Shriver | 6-1, 6-0 | Parcours |

## Parcours aux Jeux olympiques

### En simple dames
| # | Date       | Nom de l'olympiade             | Surface      | Résultat       | Ultime adversaire | Score          |          |
| - | ---------- | ------------------------------ | ------------ | -------------- | ----------------- | -------------- | -------- |
| 1 | 20/09/1988 | Olympic Tennis Event Séoul     | Dur (ext.)   | 3e tour (1/8)  | Pam Shriver       | 6-3, 3-6, 6-2  | Parcours |
| 2 | 28/07/1992 | Olympic Tennis Event Barcelone | Terre (ext.) | 2e tour (1/16) | Eugenia Maniokova | 7-65, 4-6, 6-0 | Parcours |

### En double dames
| # | Date       | Nom de l'olympiade             | Surface      | Résultat        | Partenaire        | Ultimes adversaires             | Score          |          |
| - | ---------- | ------------------------------ | ------------ | --------------- | ----------------- | ------------------------------- | -------------- | -------- |
| 1 | 20/09/1988 | Olympic Tennis Event Séoul     | Dur (ext.)   | 1er tour (1/8)  | Manuela Maleeva   | Elizabeth Smylie Wendy Turnbull | 6-2, 3-6, 6-0  | Parcours |
| 2 | 28/07/1992 | Olympic Tennis Event Barcelone | Terre (ext.) | 1er tour (1/16) | Magdalena Maleeva | Leila Meskhi Natasha Zvereva    | Forfait        | Parcours |
| 3 | 23/07/1996 | Olympic Tennis Event Atlanta   | Dur (ext.)   | 1er tour (1/16) | Magdalena Maleeva | Valda Lake Clare Wood           | 3-6, 7-68, 6-3 | Parcours |

## Parcours en Coupe de la Fédération
| #                                                                               | Date       | Lieu       | Surface                            | Gagnante(s)                          | Perdante(s)                          | Score               |          |
|                                                                                 |            |            |                                    |                                      |                                      |                     |          |
| 1984 - 1er tour (groupe mondial) - Bulgarie - Grande-Bretagne - 3 : 0           |            |            |                                    |                                      |                                      |                     |          |
| 1                                                                               | 16/07/1984 | São Paulo  | Terre (ext.)                       | Katerina Maleeva                     | Anne Hobbs                           | 6-4, 3-6, 6-2       | Parcours |
| 1                                                                               | 16/07/1984 | São Paulo  | Terre (ext.)                       | Katerina Maleeva Manuela Maleeva     | Amanda Brown Anne Hobbs              | 7-6, 7-5            | Parcours |
|                                                                                 |            |            |                                    |                                      |                                      |                     |          |
| 1984 - 2e tour (groupe mondial) - URSS - Bulgarie - 1 : 2                       |            |            |                                    |                                      |                                      |                     |          |
| 2                                                                               | 16/07/1984 | São Paulo  | Terre (ext.)                       | Katerina Maleeva                     | Svetlana Cherneva                    | 7-6, 6-3            | Parcours |
| 2                                                                               | 16/07/1984 | São Paulo  | Terre (ext.)                       | Elena Eliseenko Larisa Savchenko     | Katerina Maleeva Manuela Maleeva     | 5-7, 7-5, 6-1       | Parcours |
|                                                                                 |            |            |                                    |                                      |                                      |                     |          |
| 1984 - 1/4 de finale (groupe mondial) - Yougoslavie - Bulgarie - 2 : 1          |            |            |                                    |                                      |                                      |                     |          |
| 3                                                                               | 16/07/1984 | São Paulo  | Terre (ext.)                       | Sabrina Goleš                        | Katerina Maleeva                     | 6-4, 7-5            | Parcours |
| 3                                                                               | 16/07/1984 | São Paulo  | Terre (ext.)                       | Sabrina Goleš Mima Jaušovec          | Katerina Maleeva Manuela Maleeva     | 6-3, 6-1            | Parcours |
|                                                                                 |            |            |                                    |                                      |                                      |                     |          |
| 1985 - 1er tour (groupe mondial) - Bulgarie - URSS - 3 : 0                      |            |            |                                    |                                      |                                      |                     |          |
| 4                                                                               | 08/10/1985 | Nagoya     | Dur (ext.)                         | Katerina Maleeva                     | Elena Eliseenko                      | 6-4, 6-2            | Parcours |
| 4                                                                               | 08/10/1985 | Nagoya     | Dur (ext.)                         | Katerina Maleeva Manuela Maleeva     | Natalia Bykova Svetlana Cherneva     | 6-3, 7-5            | Parcours |
|                                                                                 |            |            |                                    |                                      |                                      |                     |          |
| 1985 - 2e tour (groupe mondial) - Bulgarie - Yougoslavie - 3 : 0                |            |            |                                    |                                      |                                      |                     |          |
| 5                                                                               | 08/10/1985 | Nagoya     | Dur (ext.)                         | Katerina Maleeva                     | Mima Jaušovec                        | 6-4, 6-2            | Parcours |
| 5                                                                               | 08/10/1985 | Nagoya     | Dur (ext.)                         | Katerina Maleeva Manuela Maleeva     | Sabrina Goleš Aila Winkler           | 6-4, 7-67           | Parcours |
|                                                                                 |            |            |                                    |                                      |                                      |                     |          |
| 1985 - 1/4 de finale (groupe mondial) - Bulgarie - Grande-Bretagne - 2 : 1      |            |            |                                    |                                      |                                      |                     |          |
| 6                                                                               | 08/10/1985 | Nagoya     | Dur (ext.)                         | Katerina Maleeva                     | Jo Durie                             | 6-2, 4-6, 8-6       | Parcours |
| 6                                                                               | 08/10/1985 | Nagoya     | Dur (ext.)                         | Jo Durie Anne Hobbs                  | Katerina Maleeva Manuela Maleeva     | 5-4, ab.            | Parcours |
|                                                                                 |            |            |                                    |                                      |                                      |                     |          |
| 1985 - 1/2 finale (groupe mondial) - Tchécoslovaquie - Bulgarie - 2 : 1         |            |            |                                    |                                      |                                      |                     |          |
| 7                                                                               | 08/10/1985 | Nagoya     | Dur (ext.)                         | Katerina Maleeva                     | Helena Suková                        | 6-3, 7-66           | Parcours |
| 7                                                                               | 08/10/1985 | Nagoya     | Dur (ext.)                         | Hana Mandlíková Helena Suková        | Katerina Maleeva Manuela Maleeva     | 6-3, 7-64           | Parcours |
|                                                                                 |            |            |                                    |                                      |                                      |                     |          |
| 1986 - 1er tour (groupe mondial) - URSS - Bulgarie - 1 : 2                      |            |            |                                    |                                      |                                      |                     |          |
| 8                                                                               | 22/07/1986 | Prague     | Terre (ext.)                       | Katerina Maleeva                     | Natasha Zvereva                      | 4-6, 6-1, 6-2       | Parcours |
| 8                                                                               | 22/07/1986 | Prague     | Terre (ext.)                       | Svetlana Cherneva Larisa Savchenko   | Katerina Maleeva Manuela Maleeva     | 1-6, 6-4, 6-1       | Parcours |
|                                                                                 |            |            |                                    |                                      |                                      |                     |          |
| 1986 - 2e tour (groupe mondial) - France - Bulgarie - 1 : 2                     |            |            |                                    |                                      |                                      |                     |          |
| 9                                                                               | 22/07/1986 | Prague     | Terre (ext.)                       | Katerina Maleeva                     | Nathalie Tauziat                     | 7-65, 7-66          | Parcours |
|                                                                                 |            |            |                                    |                                      |                                      |                     |          |
| 1986 - 1/4 de finale (groupe mondial) - Allemagne de l'Ouest - Bulgarie - 2 : 1 |            |            |                                    |                                      |                                      |                     |          |
| 10                                                                              | 22/07/1986 | Prague     | Terre (ext.)                       | Bettina Bunge                        | Katerina Maleeva                     | 2-6, 6-3, 6-3       | Parcours |
| 10                                                                              | 22/07/1986 | Prague     | Terre (ext.)                       | Bettina Bunge Claudia Kohde-Kilsch   | Katerina Maleeva Manuela Maleeva     | 6-4, 6-2            | Parcours |
|                                                                                 |            |            |                                    |                                      |                                      |                     |          |
| 1987 - 1er tour (groupe mondial) - Bulgarie - Grèce - 2 : 1                     |            |            |                                    |                                      |                                      |                     |          |
| 11                                                                              | 28/07/1987 | Vancouver  |                                    | Katerina Maleeva                     | Olga Tsarbopoulou                    | 6-0, 6-0            | Parcours |
|                                                                                 |            |            |                                    |                                      |                                      |                     |          |
| 1987 - 2e tour (groupe mondial) - Bulgarie - Indonésie - 2 : 1                  |            |            |                                    |                                      |                                      |                     |          |
| 12                                                                              | 28/07/1987 | Vancouver  |                                    | Katerina Maleeva                     | Suzanna Wibowo                       | 6-1, 6-1            | Parcours |
|                                                                                 |            |            |                                    |                                      |                                      |                     |          |
| 1987 - 1/4 de finale (groupe mondial) - Bulgarie - Australie - 2 : 0            |            |            |                                    |                                      |                                      |                     |          |
| 13                                                                              | 28/07/1987 | Vancouver  |                                    | Katerina Maleeva                     | Anne Minter                          | 6-2, 6-2            | Parcours |
|                                                                                 |            |            |                                    |                                      |                                      |                     |          |
| 1987 - 1/2 finale (groupe mondial) - États-Unis - Bulgarie - 3 : 0              |            |            |                                    |                                      |                                      |                     |          |
| 14                                                                              | 28/07/1987 | Vancouver  |                                    | Pam Shriver                          | Katerina Maleeva                     | 6-3, 7-6            | Parcours |
| 14                                                                              | 28/07/1987 | Vancouver  | Chris Evert Pam Shriver            | Katerina Maleeva Dora Rangelova      | 6-1, 6-1                             |                     | Parcours |
|                                                                                 |            |            |                                    |                                      |                                      |                     |          |
| 1989 - 1er tour (groupe mondial) - Corée du Sud - Bulgarie - 0 : 3              |            |            |                                    |                                      |                                      |                     |          |
| 15                                                                              | 03/10/1989 | Tokyo      | Dur (ext.)                         | Katerina Maleeva                     | Im Sook-ja                           | 6-2, 6-2            | Parcours |
| 15                                                                              | 03/10/1989 | Tokyo      | Dur (ext.)                         | Katerina Maleeva Manuela Maleeva     | Kim Il-soon Lee Jeong-myung          | 7-5, 6-0            | Parcours |
|                                                                                 |            |            |                                    |                                      |                                      |                     |          |
| 1989 - 2e tour (groupe mondial) - Argentine - Bulgarie - 0 : 3                  |            |            |                                    |                                      |                                      |                     |          |
| 16                                                                              | 03/10/1989 | Tokyo      | Dur (ext.)                         | Katerina Maleeva                     | Patricia Tarabini                    | 6-1, 6-0            | Parcours |
| 16                                                                              | 03/10/1989 | Tokyo      | Dur (ext.)                         | Katerina Maleeva Manuela Maleeva     | Florencia Labat Mercedes Paz         | 6-1, 3-6, 6-1       | Parcours |
|                                                                                 |            |            |                                    |                                      |                                      |                     |          |
| 1989 - 1/4 de finale (groupe mondial) - Australie - Bulgarie - 2 : 1            |            |            |                                    |                                      |                                      |                     |          |
| 17                                                                              | 03/10/1989 | Tokyo      | Dur (ext.)                         | Katerina Maleeva                     | Elizabeth Smylie                     | 6-2, 6-1            | Parcours |
| 17                                                                              | 03/10/1989 | Tokyo      | Dur (ext.)                         | Elizabeth Smylie Janine Thompson     | Katerina Maleeva Manuela Maleeva     | 5-7, 6-4, 6-0       | Parcours |
|                                                                                 |            |            |                                    |                                      |                                      |                     |          |
| 1991 - 1er tour (groupe mondial) - Hongrie - Bulgarie - 0 : 3                   |            |            |                                    |                                      |                                      |                     |          |
| 18                                                                              | 22/07/1991 | Nottingham |                                    | Katerina Maleeva                     | Virag Csurgo                         | 6-0, 6-2            | Parcours |
| 18                                                                              | 22/07/1991 | Nottingham | Katerina Maleeva Magdalena Maleeva | Virag Csurgo Agnes Gee               | 6-1, 6-2                             |                     | Parcours |
|                                                                                 |            |            |                                    |                                      |                                      |                     |          |
| 1991 - 2e tour (groupe mondial) - Bulgarie - États-Unis - 0 : 3                 |            |            |                                    |                                      |                                      |                     |          |
| 19                                                                              | 24/07/1991 | Nottingham |                                    | Mary Joe Fernández                   | Katerina Maleeva                     | 6-2, 6-1            | Parcours |
| 19                                                                              | 24/07/1991 | Nottingham | Gigi Fernández Zina Garrison       | Katerina Maleeva Magdalena Maleeva   | 6-2, 6-1                             |                     | Parcours |
|                                                                                 |            |            |                                    |                                      |                                      |                     |          |
| 1992 - 1er tour (groupe mondial) - Bulgarie - Australie - 1 : 2                 |            |            |                                    |                                      |                                      |                     |          |
| 20                                                                              | 14/07/1992 | Francfort  | Terre (ext.)                       | Nicole Provis                        | Katerina Maleeva                     | 3-6, 6-4, 6-0       | Parcours |
| 20                                                                              | 14/07/1992 | Francfort  | Terre (ext.)                       | Nicole Provis Rennae Stubbs          | Katerina Maleeva Magdalena Maleeva   | 6-2, 6-1            | Parcours |
|                                                                                 |            |            |                                    |                                      |                                      |                     |          |
| 1992 - Barrage (groupe mondial I) - Bulgarie - Roumanie - 2 : 1                 |            |            |                                    |                                      |                                      |                     |          |
| 21                                                                              | 16/07/1992 | Francfort  | Terre (ext.)                       | Katerina Maleeva                     | Irina Spîrlea                        | 6-1, 6-0            | Parcours |
|                                                                                 |            |            |                                    |                                      |                                      |                     |          |
| 1992 - Barrage (groupe mondial I) - Bulgarie - Hongrie - 2 : 1                  |            |            |                                    |                                      |                                      |                     |          |
| 22                                                                              | 17/07/1992 | Francfort  | Terre (ext.)                       | Katerina Maleeva                     | Andrea Temesvári                     | 6-3, 6-4            | Parcours |
| 22                                                                              | 17/07/1992 | Francfort  | Terre (ext.)                       | Katerina Maleeva Elena Pampoulova    | Virag Csurgo Kata Gyorke             | 7-66, 4-6, 6-1      | Parcours |
|                                                                                 |            |            |                                    |                                      |                                      |                     |          |
| 1993 - 1er tour (groupe mondial) - Corée du Sud - Bulgarie - 1 : 2              |            |            |                                    |                                      |                                      |                     |          |
| 23                                                                              | 19/07/1993 | Francfort  | Terre (ext.)                       | Katerina Maleeva                     | Kim Yeon-sook                        | 6-0, 6-2            | Parcours |
| 23                                                                              | 19/07/1993 | Francfort  | Terre (ext.)                       | Kim Il-soon Park Sung-hee            | Lioubomira Batcheva Katerina Maleeva | 3-6, 7-62, 4-1, ab. | Parcours |
|                                                                                 |            |            |                                    |                                      |                                      |                     |          |
| 1993 - 2e tour (groupe mondial) - Argentine - Bulgarie - 2 : 1                  |            |            |                                    |                                      |                                      |                     |          |
| 24                                                                              | 21/07/1993 | Francfort  | Terre (ext.)                       | Inés Gorrochategui                   | Katerina Maleeva                     | 6-1, 7-5            | Parcours |
| 24                                                                              | 21/07/1993 | Francfort  | Terre (ext.)                       | Inés Gorrochategui Patricia Tarabini | Katerina Maleeva Magdalena Maleeva   | 5-7, 6-4, 6-2       | Parcours |
|                                                                                 |            |            |                                    |                                      |                                      |                     |          |
| 1994 - 1er tour (groupe mondial) - Bulgarie - Croatie - 2 : 1                   |            |            |                                    |                                      |                                      |                     |          |
| 25                                                                              | 19/07/1994 | Francfort  | Terre (ext.)                       | Katerina Maleeva                     | Nadin Ercegovic                      | 6-0, 6-3            | Parcours |
| 25                                                                              | 19/07/1994 | Francfort  | Terre (ext.)                       | Katerina Maleeva Magdalena Maleeva   | Iva Majoli Maja Murić                | 6-2, 6-3            | Parcours |
|                                                                                 |            |            |                                    |                                      |                                      |                     |          |
| 1994 - 2e tour (groupe mondial) - Bulgarie - Indonésie - 3 : 0                  |            |            |                                    |                                      |                                      |                     |          |
| 26                                                                              | 21/07/1994 | Francfort  | Terre (ext.)                       | Katerina Maleeva                     | Romana Tedjakusuma                   | 6-2, 6-1            | Parcours |
|                                                                                 |            |            |                                    |                                      |                                      |                     |          |
| 1994 - 1/4 de finale (groupe mondial) - Bulgarie - France - 1 : 2               |            |            |                                    |                                      |                                      |                     |          |
| 27                                                                              | 22/07/1994 | Francfort  | Terre (ext.)                       | Julie Halard                         | Katerina Maleeva                     | 6-3, 3-6, 6-2       | Parcours |
| 27                                                                              | 22/07/1994 | Francfort  | Terre (ext.)                       | Julie Halard Nathalie Tauziat        | Katerina Maleeva Magdalena Maleeva   | 6-2, 3-6, 6-2       | Parcours |
|                                                                                 |            |            |                                    |                                      |                                      |                     |          |
| 1995 - 1/4 de finale (groupe mondial) - Bulgarie - Espagne - 2 : 3              |            |            |                                    |                                      |                                      |                     |          |
| 28                                                                              | 22/04/1995 | Sofia      | Moquette (int.)                    | Arantxa Sánchez                      | Katerina Maleeva                     | 6-3, 6-3            | Parcours |
| 28                                                                              | 22/04/1995 | Sofia      | Moquette (int.)                    | Conchita Martínez                    | Katerina Maleeva                     | 6-2, 6-1            | Parcours |
| 28                                                                              | 22/04/1995 | Sofia      | Moquette (int.)                    | Katerina Maleeva Magdalena Maleeva   | Neus Avila-Bonastre Virginia Ruano   | 6-0, 6-1            | Parcours |

## Classements WTA en fin de saison

### En simple
| Année | 1984 | 1985 | 1986 | 1987 | 1988 | 1989 | 1990 | 1991 | 1992 | 1993 | 1994 | 1995 | 1996 |
| Rang  | 93   | 28   | 29   | 13   | 11   | 15   | 6    | 11   | 16   | 22   | 36   | 278  | 231  |

Source : (en) « Classements de Katerina Maleeva », sur le site officiel du WTA Tour

### En double
| Année | 1986 | 1987 | 1988 | 1989 | 1990 | 1991 | 1992 | 1993 | 1994 | 1995 | 1996 |
| Rang  | 48   | 84   | 64   | 69   | 32   | 132  | 34   | 37   | 33   | 159  | 446  |

Source : (en) « Classements de Katerina Maleeva », sur le site officiel du WTA Tour